# قوة الفتاة! مباشر في إسطنبول
قوة الفتاة! مباشر في إسطنبول كانت أول حفلة موسيقية لفرقة البوب البريطانية السبايس جيرلز في عام 1997، الحفلة الموسيقية نظمت برعاية شركة بيبسي كجزء من اتفاقية الرعاية التي وقعت بين الشركة والفرقة، وأدت الفرقة حفلتها في ساحة أبدي إيبيكي في يوم 12 و 13 من شهر أكتوبر في مدينة إسطنبول، تركيا.